# Victimes du devoir
Pour l’article ayant un titre homophone, voir Victime du devoir.
 (mai 2016).
Si vous disposez d'ouvrages ou d'articles de référence ou si vous connaissez des sites web de qualité traitant du thème abordé ici, merci de compléter l'article en donnant les références utiles à sa vérifiabilité et en les liant à la section « Notes et références ».
Victimes du devoir est une pièce de théâtre en un acte d'Eugène Ionesco créée en février 1953 au théâtre du Quartier Latin et publiée l'année suivante.
La nouvelle La Victime du devoir, publiée dans le recueil La Photo du colonel en 1962, constitue le point de départ de cette pièce.

## Argument
La pièce retrace l'itinéraire loufoque et symbolique, drôle et tragique de Choubert, homme doux et timide, de son mariage à sa mort cruelle, en passant par une descente aux enfers et des moments d'illumination magique.

## Distribution de la création
- René-Jacques Chauffard : Choubert
- Tsilla Chelton : Madeleine
- Jacques Alric : Nicolas d'Eu
- Jacques Mauclair : le policier
- Pauline Campiche : la dame

Mise en scène : Jacques Mauclair
Décors : René Allio
Musique : Pauline Campiche

## Analyse
Dans cette pièce, Ionesco a mis ses deux vies, celle qu'il a eue, marquée par l'enfance solitaire, par la famille désunie à cause du père, par la conscience de la lourdeur du monde mais aussi par l'illumination des années 1926-1927 ; et celle qu'il eût voulu avoir, dans la réconciliation avec le père, la fin de toutes les pesanteurs et le retour à la lumière.[Interprétation personnelle ?]